# José Dolores López Domínguez
José Dolores López Domínguez (Fresnillo, Zacatecas, 31 de marzo de 1939-2 de abril de 1995) fue un político y activista social mexicano de izquierda. Militante histórico del Partido Comunista Mexicano (PCM) y del Partido Socialista Unificado de México (PSUM), fue diputado federal de 1982 a 1985.

## Biografía
Realizó estudios básicos en su población de origen y partir de los 14 años comenzó a laborar com minero, primero en Fresnillo y luego en Chihuahua, como tal fue integrante del Sindicato de Trabajadores Mineros y Metalúrgicos de la República Mexicana. Se desempeñó como tal hasta 1956 y de 1961 a 1962 fue obrero en la empresa General Motors.
Colaboró con Ramón Danzós Palomino en la fundación de la Central Campesina Independiente (CCI), de la que fue secretario general en Zacatecas. Participó también en el Frente Popular de Zacatecas. Miembro del PCM desde 1960, fue su secretario general en Zacatecas de 1965 a 1973 y fue miembro del comité central del PSUM a partir de su fundación en 1981. Fue encarcelado por sus actividades políticas en 1964, 1969 y 1970, sufriendo tortura durante algunos de estos episodios.
Fue elegido diputado federal por el principio de representación proporcional postulado por el PSUM en la LII Legislatura de 1982 a 1985. De 1985 a 1994 fue secretario general de la Central Independiente de Obreros Agrícolas y Campesinos (CIOAC), que sustituyó a la CCI. Falleció el día 2 de abril de 1995.